# Dendropithecus macinnesi
Il dendropiteco (Dendropithecus macinnesi) è un primate estinto, appartenente ai catarrini. Visse nel Miocene inferiore (circa 18 - 16 milioni di anni fa) e i suoi resti fossili sono stati ritrovati in Kenya.

## Descrizione
Questo animale doveva essere piuttosto simile, sia come aspetto che come dimensioni, a un gibbone attuale. Dendropithecus doveva possedere un corpo snello, probabilmente pesava tra i 5 e i 9 chilogrammi e poteva raggiungere i 60 - 90 centimetri di lunghezza. Le ossa degli arti erano allungate e affusolate, simili a quelle dei gibboni, ma non raggiungevano il grado di specializzazione presente nelle forme attuali. La dentatura, invece, era molto simile a quella di alcuni primati estinti del Miocene europeo, come Pliopithecus: tuttavia, i molari erano dotati di creste più alte e i canini erano fortemente compressi lateralmente. 

## Classificazione
I fossili di questo animale vennero ritrovati per la prima volta da Louis Leakey nel 1948 sull'Isola di Rusinga, in Kenya. Inizialmente vennero attribuiti a una nuova specie del genere Limnopithecus (L. macinnesi) nel 1950, e solo successivamente vennero attribuiti a un genere a sé stante, Dendropithecus, sulla base di notevoli differenze nella dentatura: Dendropithecus infatti era più simile alle scimmie antropomorfe come Dryopithecus e Proconsul che a Limnopithecus. In ogni caso, le caratteristiche morfologiche presenti nello scheletro postcraniale hanno fatto pensare a una parentela con i gibboni (Hylobatidae). Attualmente Dendropithecus è considerato un rappresentante di una famiglia a sé stante (Dendropithecidae), imparentata alla lontana con i gibboni, e comprendente altre forme meno note quali Simiolus e Micropithecus.

## Paleoecologia
Dendropithecus viveva in una foresta tropicale umida e stagionale; probabilmente si nutriva di frutta, foglie tenere e fiori, anche se le corone alte dei molari fanno supporre che potesse cibarsi anche di materiali più fibrosi rispetto a quelli di cui si cibavano altre scimmie antropomorfe presenti negli stessi luoghi, come Proconsul ed Ekembo (Michel et al., 2014).